# Rhetus caligosus
Rhetus caligosus är en fjärilsart som beskrevs av Hans Ferdinand Emil Julius Stichel 1929. Rhetus caligosus ingår i släktet Rhetus och familjen Riodinidae. Inga underarter finns listade.